# Azealia Banks
Azealia Amanda Banks (Harlem, Nueva York; 31 de mayo de 1991), también conocida como Miss Bank$, es una rapera, cantante, compositora y actriz estadounidense. Su primer sencillo "212" con Lazy Jay, fue lanzado el 6 de diciembre de 2011 formando parte de su EP "1991"; y en julio de 2012 un mixtape titulado "Fantasea". Su primer álbum de estudio, Broke with Expensive Taste, fue lanzado por sorpresa el 6 de noviembre de 2014. Del disco se han extraído cuatro sencillos oficiales por ahora, "212", "Yung Rapunxel", "Chasing Time" e "Ice Princess".

## Biografía

### Infancia e Inicios de su carrera
| "Fue como la de un niño salvaje, criada por esta persona que siempre estaba gritando, golpeando y arrastrándote por todas partes y f*****. Pero ella nunca ha tenido problemas con las drogas o el alcohol - su casa estaba limpia, tenía el pelo siempre arreglado, y teníamos suficientes cosas - pero me seguía tratando muy mal."} ——Banks sobre su infancia y su madre. |

Azealia Amanda Banks nació el 31 de mayo de 1991 en la localidad de Harlem en Nueva York, Estados Unidos. A los dos años de edad, su padre fallece por cáncer de páncreas, produciendo que su madre se tornara en una mujer agresiva y violenta.  Debido al constante abuso decide mudarse a los 14 años con la mayor de sus dos hermanas.
Desde temprana edad, Azealia se interesó por la actuación y el canto. A los 10 años comenzó a interpretar papeles en musicales para teatros Off-Broadway de bajo Manhattan con la empresa teatral para niños y jóvenes Tada! Youth Theater. Asistió a la escuela Fiorello H. LaGuardia High School de Manhattan para capacitare en artes escénicas; lugar en dónde comenzó a descubrir nuevos estilos: "Allí es cuando descubrí Urban Outfitters, pero era muy caro. Por lo tanto iba a Forever 21 o tiendas españolas y me ponía todo junto para verme como una especie de hipster".
A la edad de 16 años, Azealia protagoniza en una producción musical noir-comedy titulada "City of Angels", dónde llama la atención a un agente que la envía a varias audiciones para TBS, Nickelodeon, y Law & Order, pero es rechazada sin conseguir éxito. Por la gran cantidad de competencia e insatisfacción que sentía, decide dejar su carrera como actriz y comienza a escribir sus primeras canciones rap y R&B. Abandona la escuela secundaria y elige seguir su sueño de convertirse en cantante.
El 9 de noviembre de 2008 lanza "Gimme a Chance" bajo el apodo de "Miss Bank$" a través de internet, y más tarde "Seventeen"; canción producida por ella y con samples de "Seventeen" de la banda Ladytron. Por la popularidad de sus temas, Azealia consigue firmar contrato con la discográfica XL Recordings y comienza a trabajar con el productor Richard Russell en Londres, pero cuando regresa a New York se encuentra en desacuerdo con la discográfica: "Richard era genial, pero después de que yo no quise usar sus ritmos, se puso muy amargo. Se enojaba y me llamaba 'amateur', y dentro de XL comenzaron a hablar mal de mi. Se volvió todo muy divertido. Yo estaba como, 'No vine aquí (a Londres) por una cita. Vine a hacer algunas malditas grabaciones.' Tuve que dejar la industria de la música y desaparecer por un tiempo. Entré en una especie de depresión."

### 2011–12: 1991 y Fantasea
Después de abandonar XL Recordings, Azealia deja el apodo de "Miss Bank$" y toma formalmente el nombre artístico de Azealia Banks. Desde Montreal, comienza a cargar varios demos en su cuenta de YouTube, como "L8R" y un cover de "Slow hands" de la banda neoyorquina Interpol. También comienza a trabajar en "212" y en su respectivo vídeo. Vuelve a Nueva York con problemas financieros una vez expirada su visa canadiense, donde se aloja en Williamsburg y luego se muda con su madre. Trabaja como vendedora de llaveros en un club de jazz de Manhattan y como bailarina en un club de estriptis en Queens: "Estaba muy deprimida. No tenía mánager, no tenía novio, no tenía ningún amigo. Allí estaba trabajando en un strip-club, tratando de no decir nada equivocado y de no meterme en peleas con esas chicas que no les importaba nada."
Su sencillo "212" es primero lanzado como descarga digital gratuita en su página web, y posteriormente en forma oficial el 6 de diciembre de 2011. La canción tuvo un gran éxito en Europa, alcanzando el puesto #17 en los Países Bajos, #12 en el Reino Unido y # 7 en Irlanda.

### 2012–2015:Broke with Expensive Taste

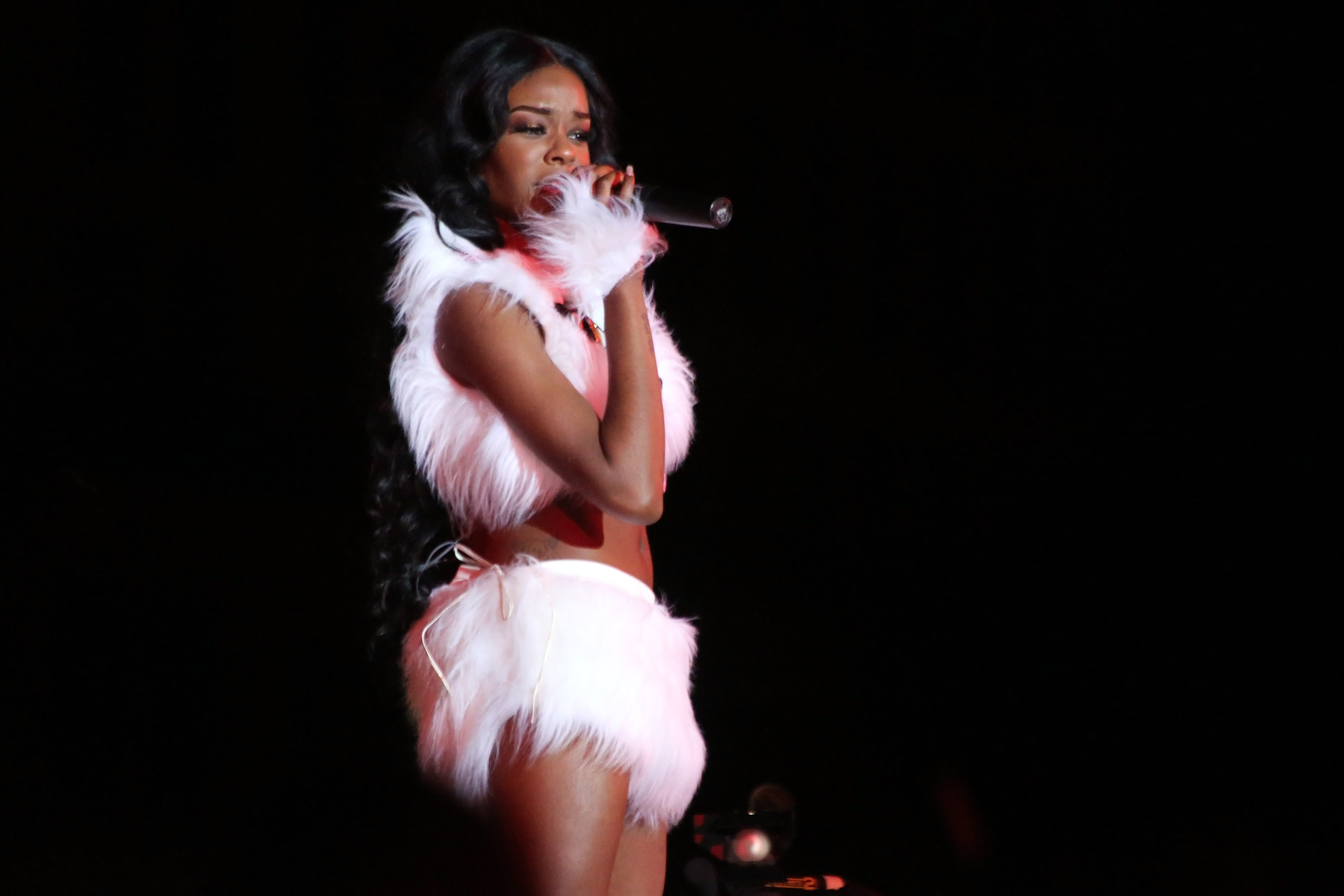
Azealia actuando en el Life Ball 2013

A principios de 2012, Azealia comunicó que su álbum debut se llamaría Broke with Expensive Taste, el cual contaría con colaboraciones de varios artistas como Toko Yasuda, Theophilus London, Kevin Hussein, y Ariel Pink.
Banks anunció que el primer sencillo sería una canción titulada "Miss Amor", y que ésta vendría acompañada de un B-side; "Miss Camaraderie", ambos temas producidos por Lone. Sin embargo, sus planes cambiaron y en enero de 2013 anunció que el primer sencillo del disco sería otra canción titulada  "Yung Rapunxel", que fue lanzada en marzo de 2013 a través de SoundCloud.
En enero de 2013, la rapera protagonizó una disputa en la red social Twitter con el "blogger" Perez Hilton, que originalmente empezó entre Azealia y otra rapera llamada Angel Haze, en la que Pérez irrumpió para mostrarse a favor de Haze, quien se refirió a Banks como "a charcoal skinned bitch" (lo que traducido sería algo parecido a llamar a alguien "perra con piel-carbón" de manera despectiva y racista).
Después, en un tuit dirigido a Perez Hilton, ésta lo definió como "a messy faggot", que traducido, según el contexto, podría significar "sucio maricón" o "maricón fracasado".
Esto desencadenó otra desafortunada polémica que desembocó en una razonable crítica hacia Azealia por parte de la GLAAD (Gay & Lesbian Alliance Against Defamation) que decía "Independientemente de su intención o definición personal, lo que importa es el significado que se le da a esa palabra por aquellos que la escuchan -refiriéndose a la palabra "faggot"-, y los daños que causa cuando la utiliza".
Azealia respondió a ello comparando la reacción pública a esa palabra con la de "nigger" (otra variación de esa palabra es nigga, y se traduce a algo así como "negrata") en la cultura hip-hop; "¿Por qué están todas esas otras cosas como los asesinatos, el sexo, o la violencia aceptadas, pero tan pronto como yo llamo a un hombre blanco gay 'faggot' (maricón), sus sentimientos son más importantes? (...)".
Al mes siguiente, la artista estuvo envuelta en otra disputa al publicar su remix de "Harlem Shake" (canción del productor americano Baauer), que incluye encima de la pista una parte con rap cantado por ella. Baauer le preguntó si podía retirar el remix de los sitios donde había sido publicado.
Después de retirarlo, Banks lo volvió a colgar posteriormente acompañado de correos electrónicos en los que Baauer aseguraba que la versión del tema le gustaba, declarando ella que él mismo le solicitó que lo retirara porque no quería lanzar oficialmente su versión, si no una distinta con el rapero Juicy J en su lugar.
Después del incidente, que incluyó un tuit dirigido hacia Baauer en el que Banks le decía "may you drown in faggotry" (traducido significaría "ahógate en tu mariconería"), la publicación LGBT llamada The Advocate escribió: "La última vez que (ella) utilizó un insulto homófobo en Twitter [...] sus ventas subieron un 18%".
El 8 de junio de 2014, Azealia pidió perdón por su uso de palabras ofensivas en Twitter después de actuar en el LA Pride; el Orgullo Gay de Los Ángeles.
En el mes de junio, Banks terminó su contrato con Universal Music, la discográfica a la que ella pertenecía. Esto produjo que Azealia se convirtiera en una artista independiente. Ella decidió lanzar independientemente, "Heavy Metal and Reflective" el 28 de julio.
La canción fue producida por Lil Internet, quien ya había producido "Yung Rapunxel", y tras las buenas críticas fue el primer sencillo de "Broke With Expensive Taste".
Azealia comenzó su gira, "Broke With Expensive Taste: The Preview Tour", en varias ciudades europeas. En la gira estrenó dos canciones pertenecientes al álbum, "Wallace" y Chasing Time. 
El 22 de septiembre se filtró en SoundCloud, Chasing Time. Debido a esta filtración, Azealia decidió lanzar la canción como su nuevo segundo sencillo.
El 7 de noviembre de 2014, Azealia lanzó sorpresivamente Broke With Expensive Taste a través de iTunes. El disco fue lanzado en formato físico el 3 de marzo de 2015. Logró una gran aceptación por los críticos de música, logrando ingresar a varias listas de los mejores discos del año.

### 2015–Presente:Segundo Álbum de EstudioyFantasea II: The Second Wave
Banks anunció que su próximo proyecto será Fantasea II: The Second Wave, un seguimiento de su mixtape Fantasea de 2012. El 17 de febrero de 2017, Banks lanzó una colaboración de Lunice, titulada "Crown", al servicio de transmisión de música SoundCloud como sencillo promocional antes del lanzamiento de su segundo álbum. El 5 de junio de 2017, Banks lanzó la canción "Chi Chi". El 26 de junio de 2017, Banks lanzó otro sencillo promocional de su tercer mixtape a SoundCloud titulado "Escapades".  
El 31 de enero de 2018, Banks anunció que había firmado un contrato de registro de $1 millón con Entertainment One. El 9 de marzo de 2018, lanzó "Movin 'On Up", que presentó a Newbody, a iTunes y otras plataformas de transmisión como el cuarto sencillo promocional de Fantasea II: The Second Wave. 
En marzo de 2018, anunció que el primer sencillo oficial de su próximo álbum sería "Anna Wintour". Fue lanzado el 6 de abril de 2018, y el video musical oficial para el sencillo fue lanzado el 24 de mayo de 2018. 
El 6 de julio, se lanzó un segundo sencillo, "Treasure Island",
En noviembre, Banks anunció en su cuenta de Instagram que lanzaría un juego extendido con tema navideño el 7 de diciembre de 2018 llamado Icy Colors Change. En diciembre de 2017 se lanzó una demostración de la canción principal. El proyecto explorará más sonidos orientados al jazz. El proyecto se lanzó el 19 de diciembre después de varios retrasos, con un sencillo promocional titulado "¿Qué estás haciendo la víspera de Año Nuevo?" lanzado el 13 de diciembre. Las pistas incluidas son "Icy Colors Change" y "What Are You Doing New Years Eve?" 
En enero de 2019, Bank se dirigió a su cuenta privada de Twitter para hablar sobre sus próximos álbumes de estudio. Al sentir que Fantasea II no estaba completa a su gusto, Banks anunció que lanzaría su otro álbum de estudio, Business and Pleasure, por delante de Fantasea II: The Second Wave. Banks dijo que Fantasea II se lanzará en el verano de 2019. 

## Vida personal
En febrero de 2012, Banks admitió en una entrevista su bisexualidad, mientras afirmó: "Tampoco intento ser, 'la bisexual', la 'rapera lesbiana'. No estoy pendiente del condicionamiento de otras personas".

### Controversias
La rapera ha protagonizado varias discusiones en redes sociales, entre ellas con Iggy Azalea. En mayo de 2016 tuvo una riña con Zayn Malik en Twitter después de asegurar que él robaba sus ideas. Banks comenzó a insultarlo de manera racista, asegurando que solo cubría una cuota de raza en la agrupación One Direction y atacar su ascendencia pakistaní. También tuvo un altercado con la actriz de Disney Channel, Skai Jackson. Más tarde la aparición de Banks para un show británico fue cancelada por sus comentarios subidos de tono, así como la retirada de su cuenta de Twitter por sus mismos comentarios.
En octubre de 2016, asistió a una fiesta organizada por Russell Crowe como invitado de RZA. Banks resentó un informe policial contra Crowe, alegando que él la estranguló, la escupió y la llamó nigger. RZA dijo más tarde que Banks instigó el incidente y negó haber escuchado a Crowe llamarla nigger. Un año después del incidente, RZA dijo que Crowe sí escupió a Banks.
En diciembre de 2016, Banks publicó una serie de videos en Instagram que detallaban la limpieza de un armario en su apartamento donde afirma haber estado practicando brujería. En el video se mostraba sangre seca, plumas y la carroña de pollos muertos. Fue criticada en Twitter por la artista Sia, quien afirmó que "sacrificar animales por tus ganancias es la mierda más loca que he escuchado. Sigue adelante siendo increíble, amable y trabajando duro". Banks respondió a Sia con una serie de tuits que decían "Tu cara fea, pastosa, seca, blanca, de piel invernal, es la cara más fea que he visto en mi vida, por eso debes ocultarlo todo el tiempo. Ten un puto respeto por mi maldita religión africana tradicional, pomposa perra blanca". La publicación fue eliminada más tarde.
El 10 de octubre de 2018, Banks arremetió contra el discurso de la cantante norteamericana Lana del Rey luego de que haya reprochado los dichos a favor de la campaña de Donald Trump del rapero Kanye West vía Instagram, tachándolo de "narcisista" y de "apologista a la misoginia". Luego del comentario, Banks empezó haciendo un llamado de atención a Lana por medio de Twitter comentando la cuestionable hipocresía de ella al no haber rechazado la colaboración que tuvo con ASAP Rocky años atrás después de haber sido públicamente repudiado por haber abusado físicamente a mujeres negras. Continúo diciéndole "Típica blanca falsa que pretende ser aliada cuando le conviene", e incluso empezó a atacarla por su aspecto físico diciéndole "gorda", "adicta al botox y a la oxicodona" y "Lolita Chola". Luego de varias horas, Lana le respondió diciéndole "Sabes la dirección. Dímelo en mi cara, pero si fuera tú, no lo haría". Luego de esto, Banks procedió a decir que demandaría a Lana por amenazas.
En enero de 2019, Banks hizo un juego de palabras de la aerolínea irlandesa Aer Lingus, llamándola "Air Cunnilingus", y tuvo que abandonar el avión debido a un altercado con una azafata después de llamarla "jodidamente fea" en Instagram. Banks también llamó a los irlandeses "consanguíneos" y se refirió a ellos como "duendes", agregando "la mayoría de ustedes no pueden hablar ni escribir". También se burló de la gran hambruna irlandesa en Instagram preguntándole a un seguidor; "¿No tienes una hambruna para morir?" Al día siguiente, dijo que dedicaría su espectáculo de Dublín a las "hermosas mujeres irlandesas".
En agosto de 2019, Banks comentó en Instagram después de actuar en Suecia: "Realmente me encantaría ver a alguien bombardear este lugar, LMFAO. Denles a todos ustedes, traseros blancos, algo por lo que llorar. Son feos cerdos rubios, suecos". En el vuelo de Scandinavian Airlines de regreso a Los Ángeles desde Estocolmo, acusó al personal de agresión racista. La aerolínea negó esto y afirmó que Banks estaba mostrando un comportamiento errático y que se habían puesto en contacto con la policía en el destino para escoltarla fuera del avión.
En abril de 2025, la influencer chilena y ganadora del reality Gran Hermano, Cony Capelli, compartió un artículo del Daily Mail donde se ve a Azaelia Banks desenterrando a su gato muerto.

## Discografía

### Álbumes de estudio
- 2014: Broke With Expensive Taste

## Premios y nominaciones
| Año  | Trabajo nominado           | Premiación               | Categoría                      | Resultado |
| ---- | -------------------------- | ------------------------ | ------------------------------ | --------- |
| 2011 | Azealia Banks              | BBC Sound Of 2012        | Canción del 2012               | 3er       |
| 2012 | «212»                      | NME Awards               | Himno de la pista de baile     | Nominado  |
| 2012 | Azealia Banks              | NME Awards               | Premio Philip Hall Radar       | Ganador   |
| 2012 | Azealia Banks              | Billboard Music Awards   | Icono de estilo nuevo          | Ganador   |
| 2012 | Azealia Banks              | O Music Awards           | Mejor artista Web              | Nominado  |
| 2012 | «212»                      | Urban Music Awards       | Mejor Sencillo                 | Ganador   |
| 2012 | Azealia Banks              | Urban Music Awards       | Mejor Artista Internacional    | Nominado  |
| 2012 | Azealia Banks              | Urban Music Awards       | Artista del Año                | Nominado  |
| 2012 | Azealia Banks              | MOBO Awards              | Mejor acto internacional       | Nominado  |
| 2013 | Azealia Banks              | NME Awards               | Villano del Año                | Nominado  |
| 2013 | Azealia Banks              | BET Awards               | Mejor artista hip hop femenina | Nominado  |
| 2013 | Azealia Banks              | BET Awards               | Mejor artista nuevo            | Nominado  |
| 2015 | Azealia Banks              | BET Awards               | Mejor artista hip hop femenina | Nominado  |
| 2016 | Broke with Expensive Taste | The American Music Prize | Mejor Disco                    | Nominado  |
| 2016 | Broke with Expensive Taste | Music Society Awards     | Álbum hip hop del Año          | Nominado  |
| 2016 | «Ice Princess»             | Music Society Awards     | Grabación hip hop del Año      | Nominado  |
| 2016 | The Big Big Beat           | Nominado                 |                                |           |